# Die Seine mit der Pont de Clichy

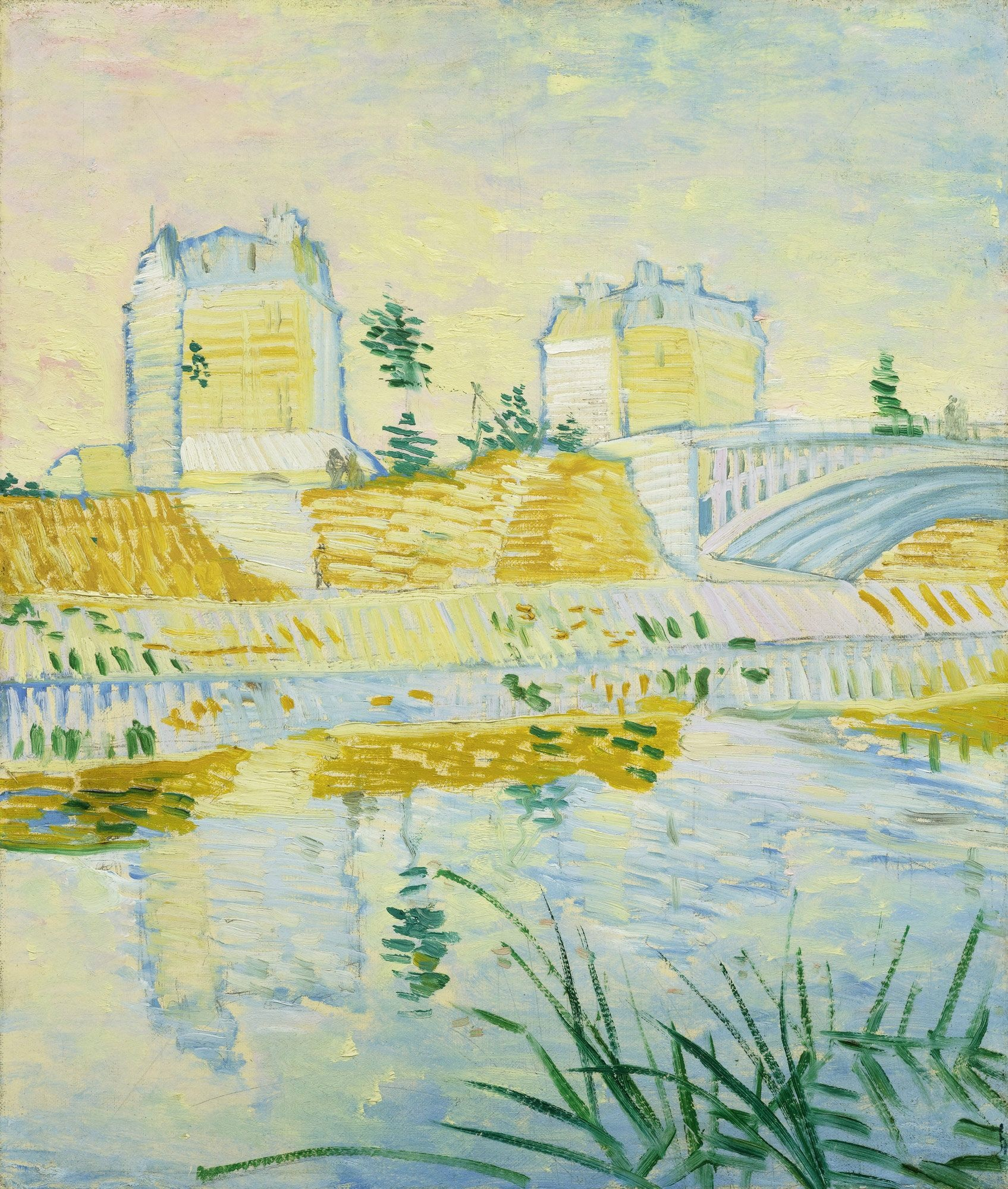
Die Seine mit der Pont de Clichy
Vincent van Gogh, 1887
55 × 46,3 cm
Öl auf Leinwand
Privatsammlung

Die Seine mit der Pont de Clichy (auch Brücke von Clichy, Pont de Clichy oder Pont d’Asnières) ist ein Gemälde des niederländischen Malers Vincent van Gogh aus dem Jahr 1887. Das in Öl auf Leinwand gemalte Bild hat die Abmessungen 55 × 46,3 cm. Es entstand während van Goghs Parisaufenthalt und zeigt die Uferlandschaft an der Seine 
mit der Straßenbrücke Pont de Clichy, eine Verbindung zwischen den Gemeinden Clichy und Asnières. 
Das Werk gehört zu einer Reihe von Ansichten mit Landschaften der Pariser Vororte, die der Maler in freier Natur nach Vorbild der Impressionisten schuf. Es steht stilistisch jedoch am Übergang von der impressionistischen Phase des Künstlers hin zu seiner expressionistischen Malweise, zu der der Künstler im Folgejahr in Südfrankreich gelangte. Das Gemälde befand sich mehrere Jahre als Dauerleihgabe im Kölner Wallraf-Richartz-Museum & Fondation Corboud und ist in Privatbesitz.

## Bildbeschreibung

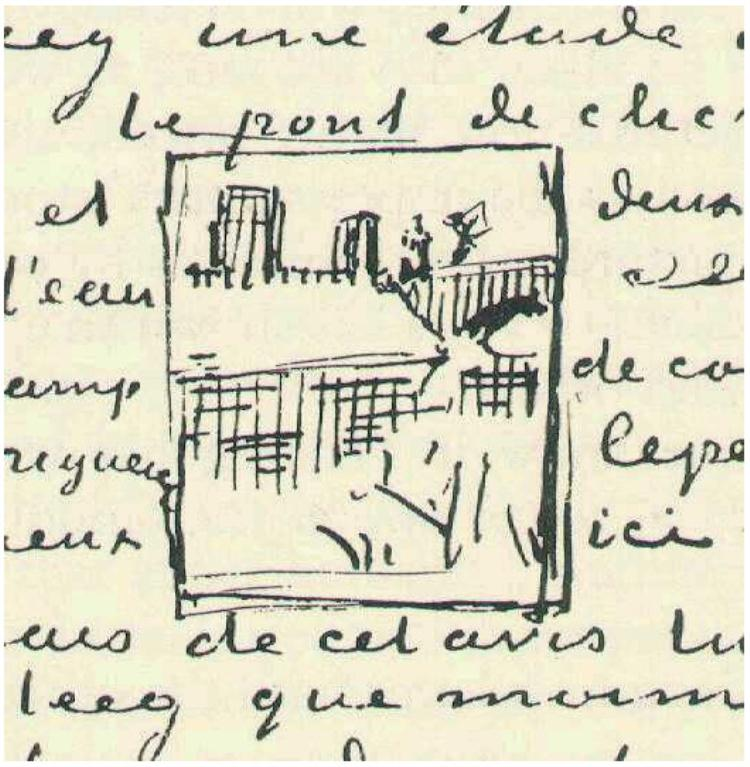
Skizze nach dem Gemälde Die Seine mit der Pont de Clichy, Detail aus einem Brief von Vincent van Gogh an seinen Bruder Theo vom 24./25. März 1888

In einem Brief an seinen Bruder Theo aus dem März 1888, also im Jahr nach der Entstehung des Gemäldes, beschreibt Vincent van Gogh den Bildinhalt mit den Worten „le pont de Clichy avec le ciel jaune et deux maisons qui se reflètent dans l’eau“ (Die Brücke von Clichy mit gelbem Himmel und zwei Häusern, die sich im Wasser spiegeln).
Der Künstler wählte bei diesem en plein air (unter freiem Himmel) gemalten Werk eine Position nahe am Ufer. Der Blick reicht über die in blauen vertikalen Pinselstrichen skizzierte Seine auf die gegenüberliegende Flussseite mit ihrer ockerfarbenen Böschung. Am rechten Bildrand ist ein angeschnittener Bogen der Brücke von Clichy zu sehen. Die Stahlkonstruktion hat der Maler in hellen Blautönen wiedergegeben. Auf der Brücke, nahe dem rechten Bildrand, sind durch graue Farbtupfer zwei Fußgänger angedeutet. Sie kommen aus der Richtung des gegenüberliegenden Ufers, wo zwei mehrstöckige Häuser die Straße flankieren. Während die Dächer und Konturen der Gebäude in blauen Farbtönen gehalten sind, weisen die Fassaden der Häuser waagerechte gelbe Pinselstriche auf. Seitlich findet sich zudem ein blauer und weißer Farbauftrag. Durch wenige vertikale graublaue Striche sind einige Fenster angedeutet. 
Zudem hat van Gogh der Komposition mit mehreren grünen Pinselstrichen Vegetation hinzugefügt. Auf der gegenüberliegenden Flussseite sind oberhalb der Böschung Bäume oder Sträucher zu erahnen, am Seineufer deuten einige grüne Farbtupfer aus Gräser hin. Hinzu kommt im Bildvordergrund am diesseitigen Ufer mit dünnen langen Pinselstrichen gemaltes Schilfrohr. Dieses vom rechten und unteren Bildrand angeschnittene Schilf erinnert an ähnliche Darstellungen in japanischen Holzschnitten, die van Gogh kurz zuvor in Paris gesehen hatte. Über der Landschaft hat der Maler den Sommerhimmel in Zitronengelb und Azurblau gehalten. Die gesamte Szenerie des gegenüberliegenden Ufers spiegelt sich auf der Wasseroberfläche, wobei die Wellen der Seine die Linien verschwimmen lassen. 

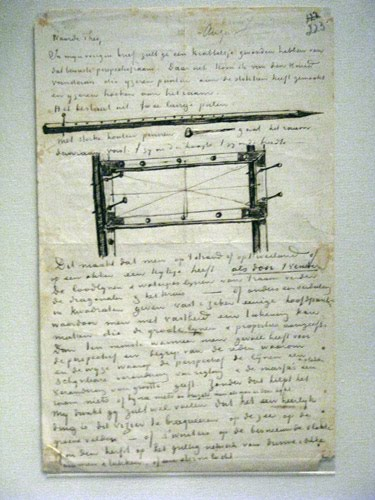
Skizze eines Perspektivrahmens, Brief von Vincent van Gogh an seinen Bruder Theo vom 5./6. August 1882

Van Gogh nutze für dieses Gemälde vermutlich eine im Handel erhältliche vorgrundierte Leinwand in der Standardgröße F 10, die üblicherweise für Gemäldeskizzen verwendet wurde. Der cremefarbene Malgrund hat einen leichten Gelbstich. Für die Komposition nahm van Gogh einen Perspektivrahmen zur Hilfe, der in einem seiner Briefe skizziert ist. Mit Hilfe dieses Rahmens, den er in zwölf Bildern des Jahres 1887 verwandte, brachte er mit Bleistift Kompositionslinien in Form eines Union Jack auf die Leinwand. Diese Hilfslinien sind ebenso wie die Vorzeichnung der Umrisse teils mit bloßem Auge sichtbar. 
Das vom Künstler als étude (Studie) bezeichnete Gemälde steht in van Goghs Werk am Übergang von seiner Pariser impressionistischen Phase hin zu seinem expressionistischen Stil, den er ab Anfang 1888 in Arles weiterentwickelte. Anders als in seinem Spätwerk, verzichtete van Gogh im Gemälde Die Seine mit der Pont de Clichy auf eine pastose Malweise. Beispielsweise ist die in ein bis zwei Schichten aufgetragene Farbe im Bereich des Himmels mit dem Malmesser weitgehend glatt gezogen. Dem skizzenhaften Charakter des Bildes entsprechend, hat van Gogh das Gemälde nicht signiert.

## Hintergründe zur Entstehung des Gemäldes
Van Gogh kam im Februar 1886 nach Paris und lebte dort bei seinem Bruder Theo, der hier als Kunsthändler arbeitete. In den fast zwei Jahren seines Aufenthaltes in der französischen Hauptstadt lernte er durch seinen Bruder führende Künstler des Impressionismus und Postimpressionismus wie Camille Pissarro, Edgar Degas, Paul Gauguin, Henri Toulouse-Lautrec und Paul Signac persönlich kennen. Beim Farbenhändler Père Tanguy stellte van Gogh zusammen mit Claude Monet, Armand Guillaumin und Paul Signac einige seiner Werke aus. Hier traf er den 15 Jahre jüngeren Maler Émile Bernard, mit dem fortan eine enge Freundschaft verband. Um zu malen, unternahmen beide gemeinsame Ausflüge in die Pariser Umgebung. Besonders häufig kamen sie nach Asnières, wo die Eltern Bernards lebten. Hier entstand im Sommer 1887 auch das Gemälde Die Seine mit der Pont de Clichy.
Durch die Pariser Künstler kam van Gogh zur Freiluftmalerei und sein Malstil wandte sich hin zu einem flüchtigen Pinselduktus. Er wählte hellere Farben als zuvor, während seiner Zeit in den Niederlanden. Die bisher gemalten schwermütigen Motive mit niederländischer Bauern wichen impressionistischen Landschaftsbildern. Hierbei bevorzugte er weniger Ansichten der Großstadt, sondern wählte die seinerzeit noch ländlich geprägten Hänge des Montmartre oder er ging in die Pariser Vororte. In einem Brief an seine Schwester Wilhelmina schrieb er „En toen ik dezen zomer te Asnieres landschap schilderde zag ik er meer kleur in dan vroeger“ (Und als ich diesen Sommer in Asnières Landschaften malte, habe ich mehr Farben darin gesehen als früher).

## Van Goghs Reihe der Seinebrücken
Zu den wenigen Bildern, die van Gogh in der Pariser Innenstadt malte, gehört die im Juni 1886 entstandene Ansicht des Pont du Carrousel mit Louvre (Privatsammlung). In dieser Vedute zeigt er ein Motiv, wie es ebenfalls im Werk von Camille Pissarro zu finden ist. In diesem ersten Brückenmotiv aus der Pariser Zeit überwiegen noch die Brauntöne und die Malweise zeigt noch nicht den für van Goghs spätere Arbeiten typischen flüchtigen Pinselstrich. 
Ganz anders in Motivwahl und Malweise sind die Seinebrücken bei Asnières aus dem Folgejahr (Stiftung Sammlung E. G. Bührle). Zwar sind hier insbesondere der Fluss und der Himmel noch in dunkle Farben getaucht, aber im Vordergrund zeigt sich bereits eine hellere Palette. Van Gogh wählte bei diesem Gemälde wie in Die Seine mit der Pont de Clichy einen Standpunkt nahe am Ufer. In den ebenfalls im Sommer 1887 entstandenen Bildern Die Seine mit der Pont de la Grande Jatte (Van Gogh Museum) und besonders in Seinebrücke bei Asnières (Privatsammlung) zeigt sich, wie sich die Farbauswahl des Künstlers bei den Bildern der Seinelandschaften aufhellt.

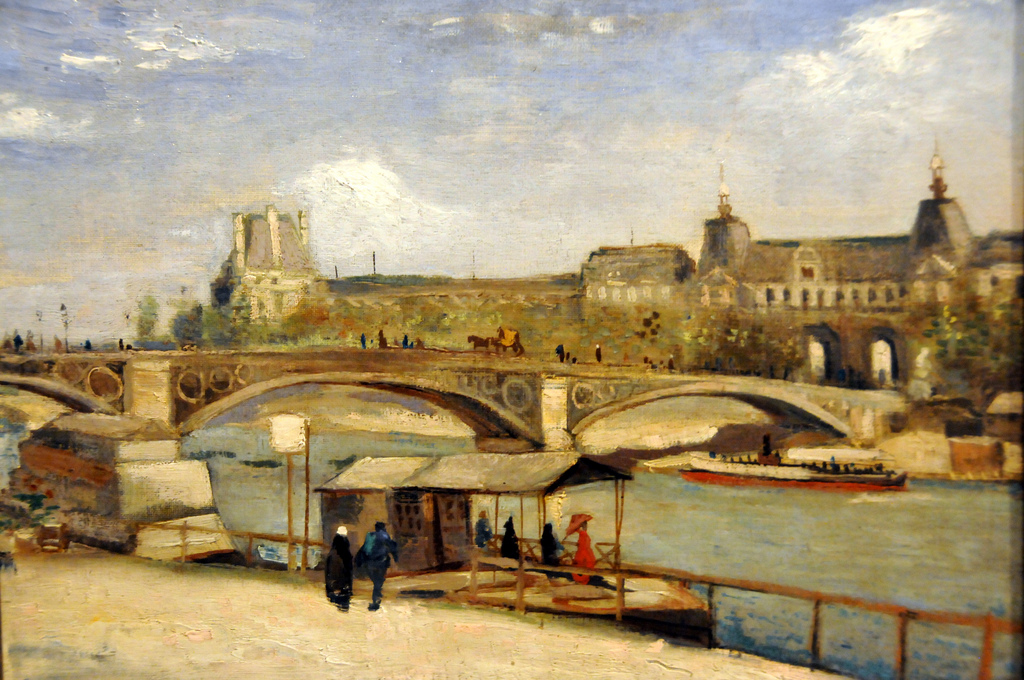
Pont du Carrousel mit Louvre, 1886, Privatsammlung
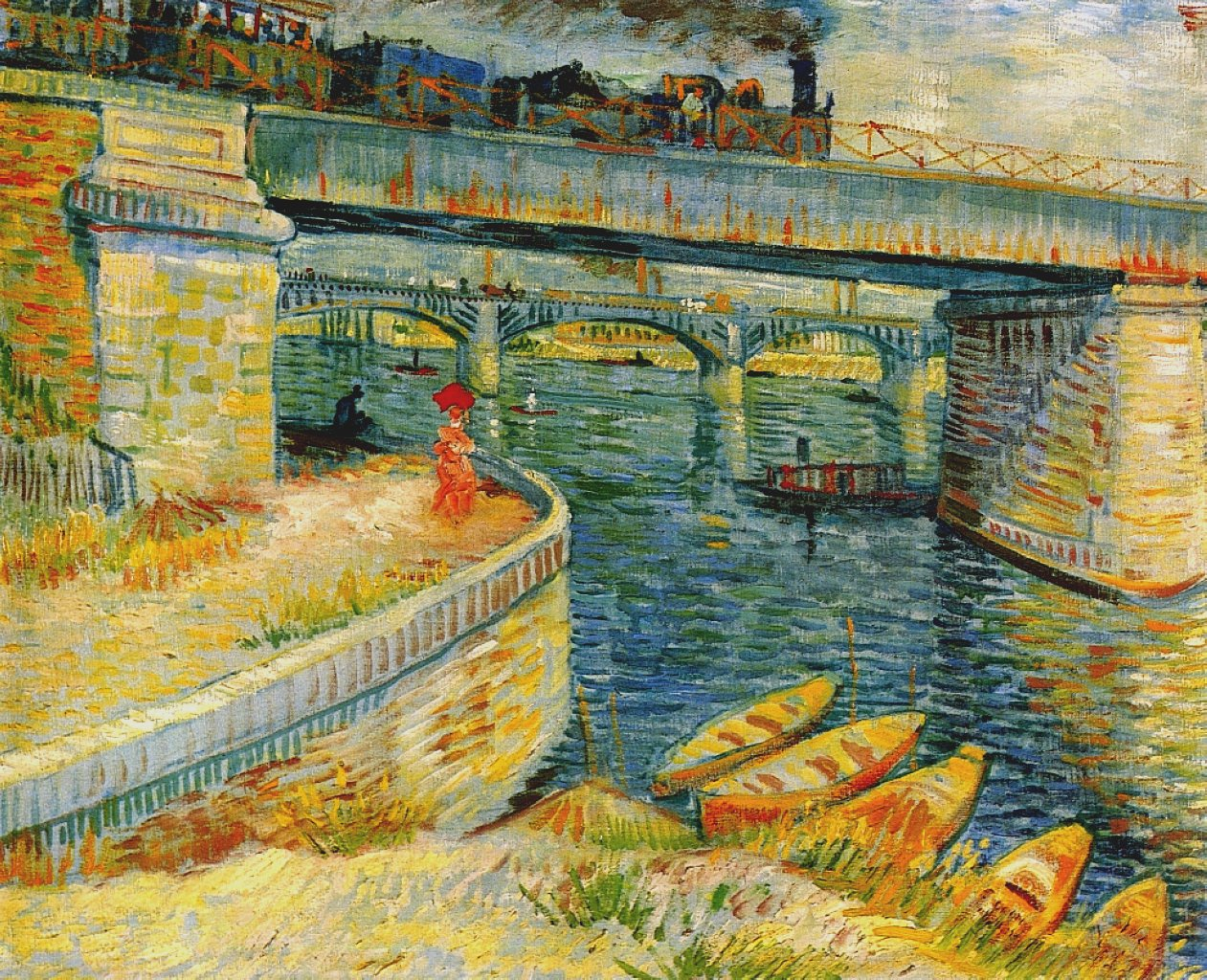
Seinebrücken bei Asnières, 1887, Stiftung Sammlung E. G. Bührle
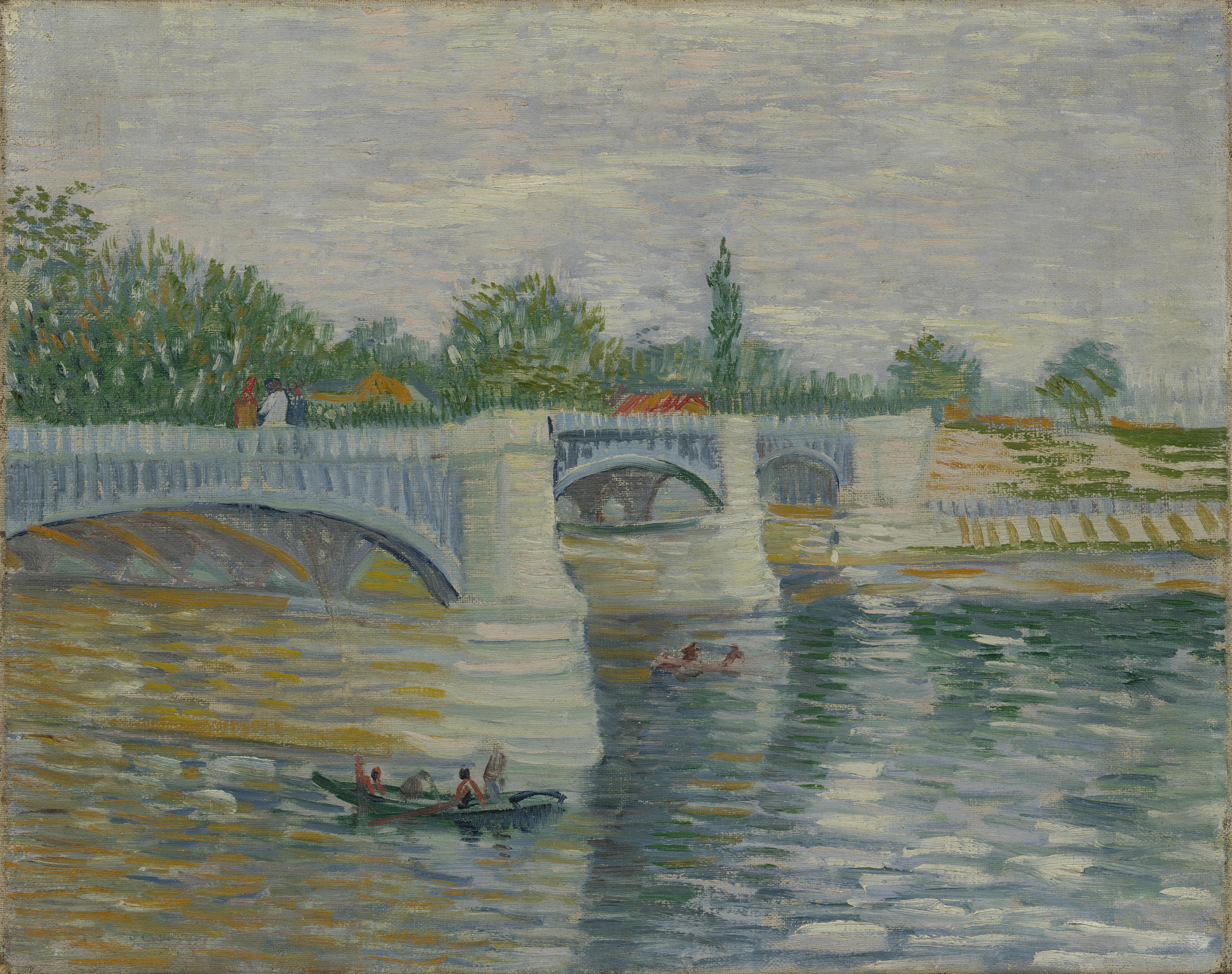
Die Seine mit der Pont de la Grande Jatte, 1887, Van Gogh Museum
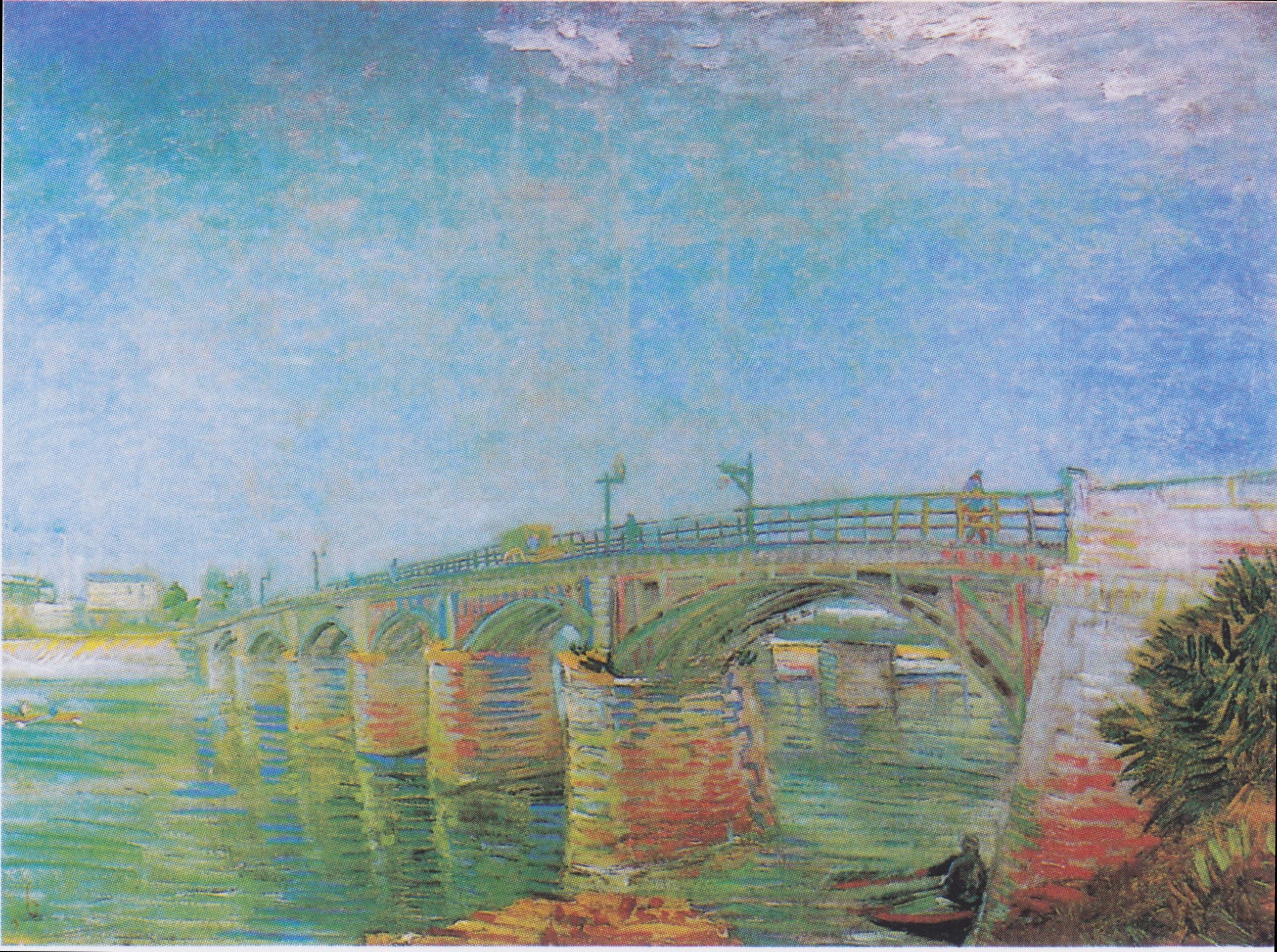
Seinebrücke bei Asnières, 1887, Privatsammlung

Im Gemälde Seineufer im Frühling an der Pont de Clichy (Dallas Museum of Art) von 1887 zeigt van Gogh erstmals die Brücke Pont de Clichy. Der Standort des Künstlers ist wiederum dicht an der Seine, doch der Vordergrund aus getupft gemalter Vegetation am diesseitigen Ufer nimmt einen Großteil des Bildes ein und mehrere Bäume verstellen den Blick auf das Gewässer. Von der ebenfalls weitgehend verdeckten Straßenbrücke ist wie im Gemälde Die Seine mit der Pont de Clichy nur ein Anschnitt zu sehen. 
In Angler und Boote an der Pont de Clichy (Art Institute of Chicago) aus demselben Jahr ist der Standpunkt noch weiter ans Ufer gerückt. Der Blick auf die Brücke wird rechts noch von einem Baum verstellt, durch dessen Astwerk der Blick zum Himmel fast völlig verdeckt ist. Wie im Gemälde Die Seine mit der Pont de Clichy ragt am linken Bildrand im Vordergrund  Vegetation ins Bild hinein. Sowohl in Angler und Boote an der Pont de Clichy wie in Seineufer im Frühling an der Pont de Clichy wird der ländliche Charakter der Pariser Vororte zu Zeiten von van Goghs Aufenthalt deutlich. 
Im ebenfalls im Sommer 1887 gemalten Bild Seineufer bei der Pont de Clichy (Privatsammlung) zeigt van Gogh schließlich das gleiche Motiv wie in Die Seine mit der Pont de Clichy. Der Standpunkt des Malers ist im Gemälde Seineufer bei der Pont de Clichy jedoch nicht mehr das gegenüberliegende Flussufer, sondern er hat sich auf Höhe des Uferweges auf dieselbe Seite des Flusses begeben, an dem die beiden Häuser nahe der Brücke stehen. Ein Großteil des Bildes zeigt die mit Gras bewachsene Uferböschung, von den Häusern sind fast nur die Dächer zu erkennen und am rechten Bildrand ist der angeschnittene Brückenbogen frontal wiedergegeben. Der Fluss nimmt in diesem Gemälde nur einen kleinen Raum am rechten Rand ein und durch den in Grautönen gehaltenen Himmel wirkt dieses Bild düsterer als Seineufer bei der Pont de Clichy mit seinen kräftigen Gelbtönen und den lebhaften Spiegelungen auf dem Wasser. Bei seinem Aufenthalt im südfranzösischen Arles griff van Gogh 1888 erneut das Brückenthema auf und schuf Ansichten wie etwa die von der Brücke von Langlois.

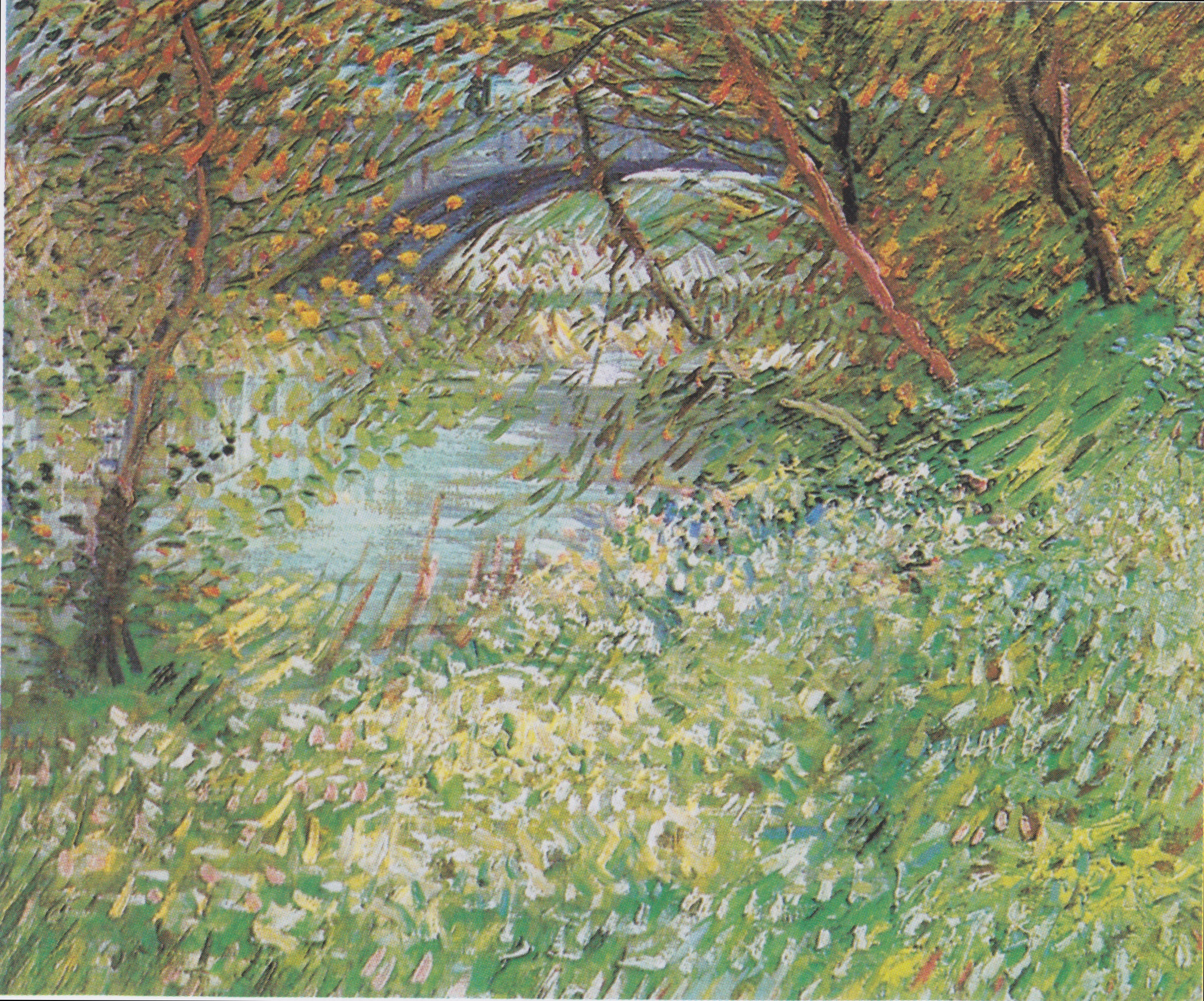
Seineufer im Frühling an der Pont de Clichy, 1887, Dallas Museum of Art
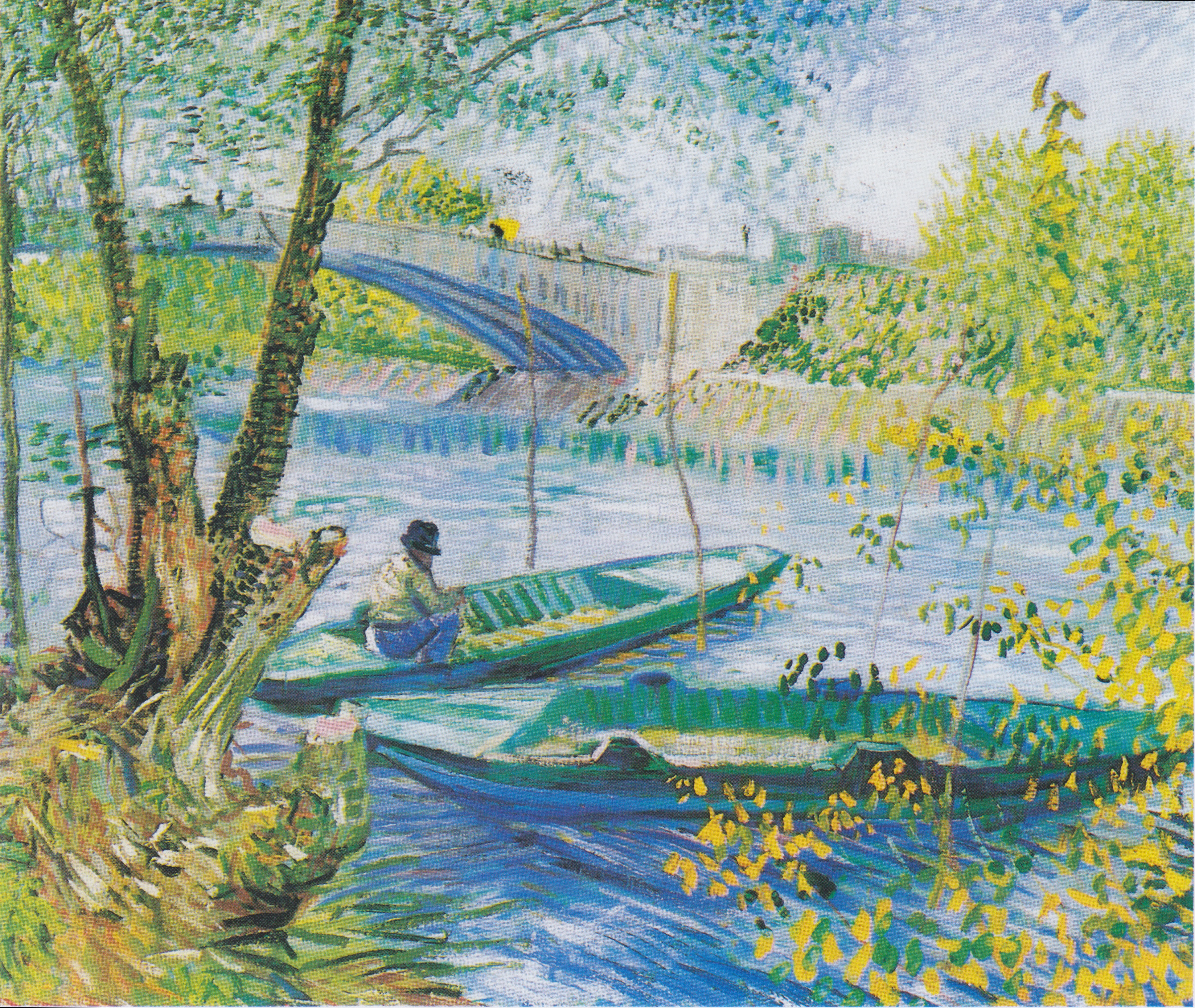
Angler und Boote an der Pont de Clichy, 1887, Art Institute of Chicago
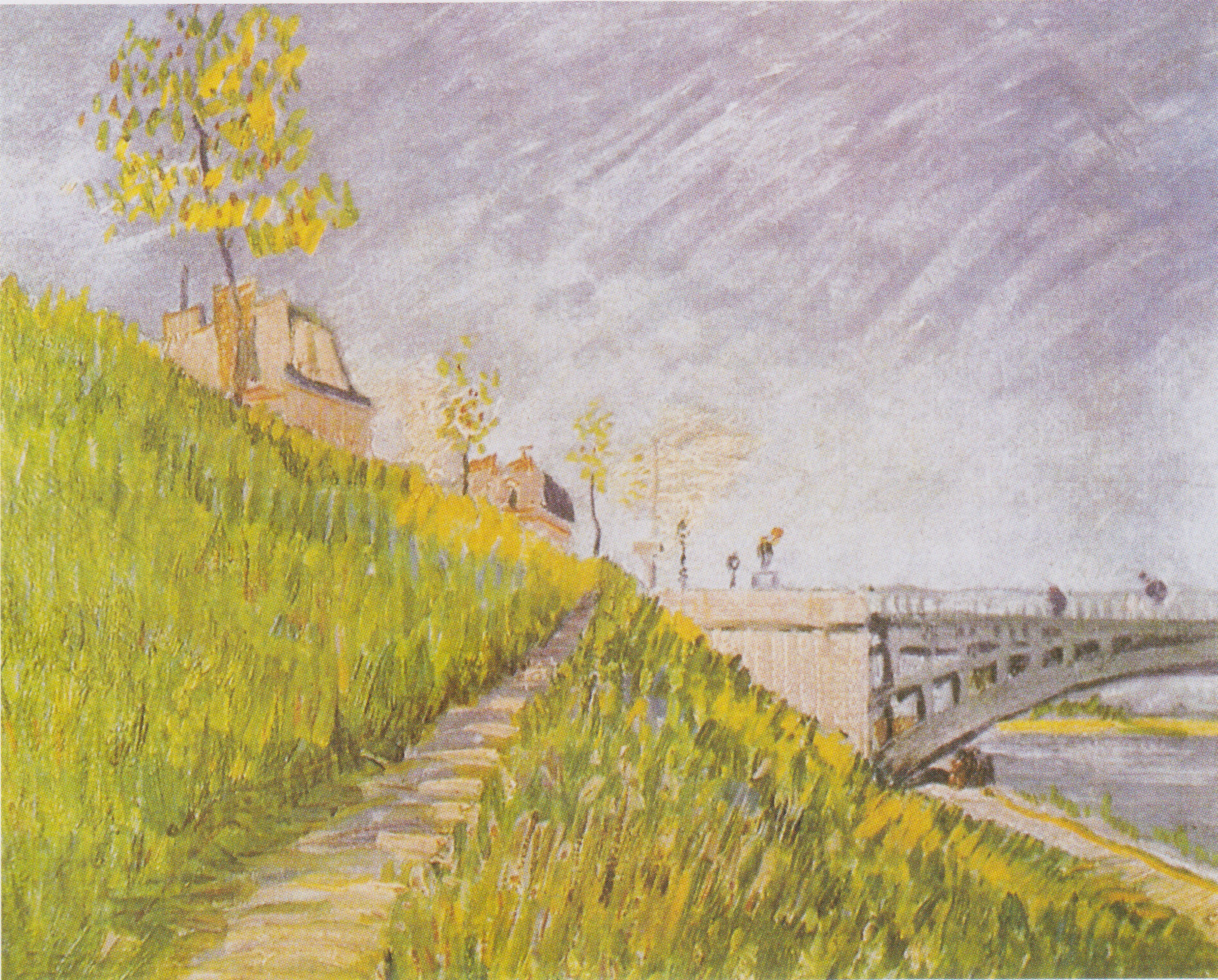
Seineufer bei der Pont de Clichy, 1887, Privatsammlung

## Provenienz
Das Gemälde wurde zu Lebzeiten Vincent van Goghs nur einmal öffentlich ausgestellt. 1888 zeigte der Kunsthändler Hermanus Gijsbertus Tersteeg (1845–1927) das Bild in einer Ausstellung in den Niederlanden, wo es jedoch keinen Käufer fand. Nach dem Tod des Künstlers 1890 und dem Tode seines Bruders Theo 1891 gelangte das Gemälde in den Besitz von Theos Frau Johanna van Gogh-Bonger. Sie verkaufte das Bild wenige Jahre später an die Pariser Kunsthandlung Bernheim-Jeune, die das Gemälde 1901 in ihrer Galerie im Rahmen einer Van-Gogh-Ausstellung zeigte. 1905 wurde das Werk im Amsterdamer Stedelijk Museum ausgestellt und war anschließend in Utrecht und Rotterdam zu sehen. In den folgenden Jahren wurde das Gemälde vor allem im deutschsprachigen Raum ausgestellt. So war es 1908 in München, Dresden, Frankfurt (Kunstverein), Zürich und Berlin zu sehen und wurde 1909 erneut in München und 1910 im Frankfurter Kunstverein gezeigt. Wenig später gelangte das Gemälde über die Berliner Galerie von Paul Cassirer an den aus Essen stammenden Ingenieur Franz Herbert Hirschland (1880–1973). Dieser übersiedelte 1914 in die Vereinigten Staaten und ließ sich später in Harrison im Bundesstaat New York nieder.
Hirschland verkaufte van Goghs Bild 1970 an die New Yorker Kunsthandlung Aquavella Galleries, die es an den in Genf lebenden Sammler William Gelender weiterveräußerte. Am 10. Mai 1988 wurde das Gemälde bei der New Yorker Filiale des Auktionshauses Sotheby’s versteigert, fand aber keinen Käufer. Anschließend erwarb die Investorengruppe Fine Arts Collectors Ltd. das Gemälde, die es später an den Schweizer Sammler Gérard Corboud verkaufte. Courbod überließ 2001 mehr als 170 Gemälde seiner Sammlung der Stadt Köln als ewige Leihgabe und das Wallraf-Richartz-Museum erhielt daraufhin den Namenszusatz & Fondation Corboud. Lange Zeit schien es so, dass auch van Goghs Die Seine mit der Pont de Clichy zu diesem Teil seiner Sammlung gehören würde. Das Bild hing zwölf Jahre in den Räumen des Museums und war in Ausstellungskatalogen des Museums mit der Inventarnummer WRM-Dep. 813 als Besitz des Museums gekennzeichnet. Tatsächlich gehörte das Bild hingegen der Fondation Surpierre, einer Stiftung, in der Corboud seinen privaten Kunstbesitz versammelte. 2013 gab Corboud das Gemälde beim Zürcher Auktionshaus Koller zur Versteigerung. Das Bild gelangte für 6,57 Millionen Schweizer Franken (inklusive Aufgeld) an einen unbekannten Bieter.